# Myriophyllum quitense
Myriophyllum quitense är en slingeväxtart som beskrevs av Carl Sigismund Kunth. Myriophyllum quitense ingår i släktet slingor, och familjen slingeväxter. Inga underarter finns listade i Catalogue of Life.

## Bildgalleri

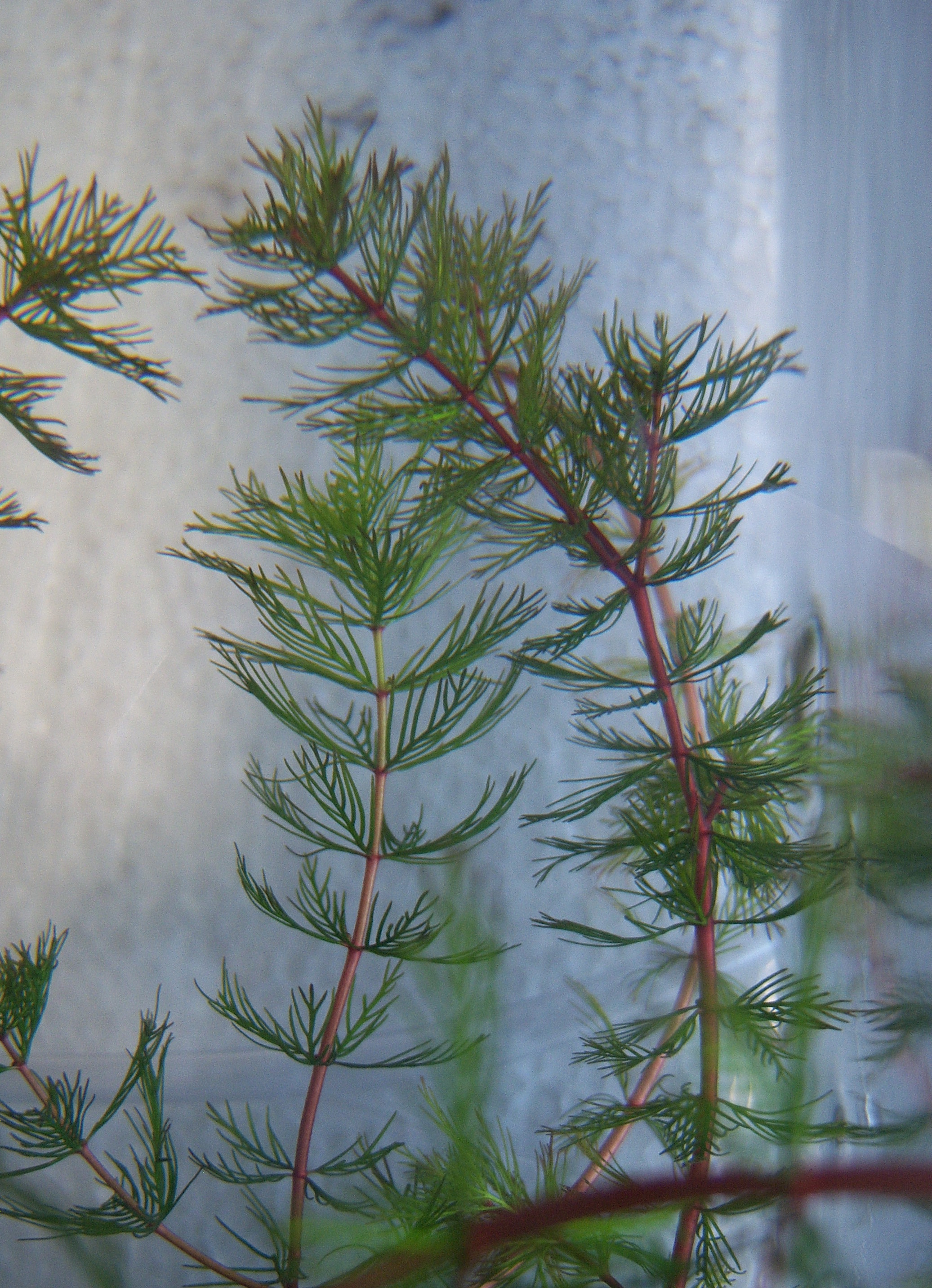